# Cástor Díaz Barrado
Cástor Díaz Barrado (Madroñera, Cáceres, 7 de enero de 1959) es un jurista español, catedrático de Derecho Internacional Público y Relaciones Internacionales en la Universidad Rey Juan Carlos.

## Biografía
Es director del Centro de Estudios de Iberoamérica (CEIB). Su línea de investigación académica se basa en el tema de minorías en la esfera internacional.
Entre otros cargos universitarios, fue decano de la Facultad de Derecho de la Universidad de Extremadura; subdirector del Instituto Universitario de Estudios Jurídicos internacionales; Vicerrector de Ordenación Académica y Estudios; máster en Cooperación Internacional con América Latina y el Caribe (Universidad Rey Juan Carlos).
Formó parte del Grupo de Expertos convocados por la Organización de Estados Iberoamericanos para la Educación, la Ciencia y la Cultura con el fin de elaborar el primer documento de redacción de la Carta Cultural Iberoamericana. Colabora en el periódico La Razón.
Ha ejercido la docencia en las Universidades de Córdoba, Zaragoza, Carlos III, Extremadura, Oxford, Nantes, Paris X Nanterre, Beira Interior y Lisboa.
En febrero de 2020 fue nombrado académico de número electo de la Real Academia de Juriosprudencia y Legislación de España.

## Obras
- Reservas a la convención sobre tratados entre estados, Ed. Tecnos, Madrid, 1991
- El uso de la fuerza en las Relaciones Internacionales, Ed. Ministerio de Defensa, 1991.
- El consentimiento, causa de exclusión de la ilicitud del uso de la fuerza, en Derecho Internacional, Universidad de Zaragoza, 1999.
- La protección de las minorías nacionales por el Consejo de Europa, Madrid, Edisofer, 1999.
- El derecho internacional del tiempo presente, Ed. Dykinson, 2004.
- Foro de Reflexión sobre el espacio jurídico iberoamericano, Ed. Dykinson, 2004.
- Misiones internacionales de paz, Ed. Instituto Universitario General Gutiérrez, 2006.
- La cultura en la comunidad iberoamericana de naciones. La necesaria instauración de un entramado jurídico, Plaza y Valdés Editores, Madrid, 2011[1][4][5]

En colaboración
- Fernández Liesa, Carlos, M. Mariño, Fernando y Diaz Barrado, Castor, La protección internacional de las minorías, Ed. Ministerio de Trabajo y Asuntos Sociales, 2001.